# ريما بنت بندر بن سلطان آل سعود
الأميرة ريما بنت بندر بن سلطان بن عبد العزيز آل سعود (1975 -)؛ سفيرة خادم الحرمين الشريفين لدى الولايات المتحدة الأمريكية بمرتبة وزير منذ 23 فبراير 2019. وهي أول امرأة تشغل منصب سفير في تاريخ المملكة. ترأست الإدارة النسائية للهيئة العامة للرياضة السعودية في أغسطس 2016، وفي 17 يوليو 2020، اُنتخبت عضوًا في اللجنة الأولمبية الدولية.

## حياتها
ولدت في الرياض عام 1975م لوالدها بندر بن سلطان بن عبد العزيز آل سعود وأمها الأميرة هيفاء الفيصل بن عبد العزيز آل سعود. حصلت على شهادة البكالوريوس في دراسات المتاحف مع التركيز الأكاديمي على المحافظة على الآثار التاريخية من جامعة جورج واشنطن في الولايات المتحدة الأمريكية، وريما مطلقة من فيصل بن تركي بن ناصر بن عبد العزيز آل سعود.

## الحياة المهنية
- شغلت وظيفة كبير الإداريين التنفيذيين لـعدة سنوات في شركة ألفا العالمية المحدودة وهي واحدة من كبرى الشركات الوطنية المتخصصة في قطاع التجزئة في مجال الأزياء. وكانت الشركة قد شهدت نجاحًا كبيرًا خلال فترة إدارتها تحقق من خلال الحرص على تطبيق أعلى معايير الأداء العالمية في الممارسات المهنية، كما كانت الشركة سباقة في إتاحة المجال أمام السيدات السعوديات للتدريب المهني المتكامل والمنتهي بالعمل بمتاجر التجزئة في مدينة الرياض. وكنتيجة لهذه الجهود تم اختيار الأميرة ريما في شهر سبتمبر 2014م ضمن قائمة مجلة «فوربس الشرق الأوسط» لأقوى 200 امرأة عربية.
- تولت منصب الرئيس التنفيذي لشركة ريمية.
- تشغل منصب المؤسس والرئيس الإبداعي للعلامة التجارية لحقائب"Baraboux".
- مدير مؤسس شركة ألف خير الاجتماعية.
- المؤسس والشريك الأول لنادي السيدات والسبا في الرياض.
- أحد الأعضاء المؤسسين لجمعية زهرة لسرطان الثدي.[3]
- في اليوم الأول من شهر أغسطس من عام 2016م صدر قرار من مجلس الوزراء بتعيينها وكيلة رئيس الهيئة العامة للرياضة للقسم النسائي بالمرتبة الخامسة عشر.
- في 23 فبراير 2019، صدر أمر ملكي من نائب الملك، ولي العهد الأمير محمد بن سلمان يقضي بتعيينها سفيرة لخادم الحرمين الشريفين لدى الولايات المتحدة الأمريكية بمرتبة وزير.[4] وبعد تنصيب الرئيس الأمريكي دونالد ترامب عام 2025، قالت عبر حسابها في إكس: "بينما يحتفل بلدينا بمرور 80 عامًا على الصداقة، يشرفني أن أنقل تهاني قيادتنا القلبية نيابة عن المملكة العربية السعودية إلى الرئيس الأميركي دونالد ترمب، والشعب الأمريكي في حفل تنصيبه. إن العلاقة بين بلدينا تاريخية، ونحن نتطلع إلى مواصلة عملنا معًا لصالح شعبينا ومنطقتنا والعالم".[5]

## النشاط الاجتماعي
- أطلقت مبادرة (KSA10) وهي مبادرة مجتمعية تهدف لرفع درجة الوعي الصحي الشامل والتي تكللت بتنظيم فعالية ضخمة ضمت أكثر من 10 آلاف امرأة في شهر ديسمبر من عام 2015م في الرياض شاركن فيها بتشكيل أكبر شريط وردي بشري في العالم يرمز لشعار مكافحة سرطان الثدي. وبذلك تمكنت المبادرة من الدخول إلى كتاب «غينيس» للأرقام القياسية العالمية بالإضافة إلى الفوز بعدة جوائز دولية في مجال العلاقات العامة والاتصال.
- أسست «ألف خير» وهي مؤسسة اجتماعية عملت على تطوير منهج تدريبي واسع ومتكامل لدعم الجهود المبذولة في تنمية الرأسمال البشري في السعودية ومساعدة مؤسسات القطاع العام والخاص على معالجة الكثير من التحديات في مجال الإرشاد المهني.
- عضو مؤسس وفاعل في جمعية زهرة لسرطان الثدي وهي جمعية صحية خيرية لتوعية المجتمع بسرطان الثدي يمتد نشاطها ليشمل كافة مدن وقرى المملكة.
- عضو في المجلس الاستشاري الخاص بالمبادرة الوطنية السعودية للإبداع وهي منصة تواصل للمواهب الإبداعية في السعودية تهدف للارتقاء بالطاقات الإبداعية الشابة وتنمية مهاراتها.

## المناصب الإدارية
- عضو في المجلس الاستشاري العالمي لشركة «أوبر» (UBER).
- أحد الأعضاء الستة في المجلس الاستشاري الخاص بمؤتمرات «تيد إكس» TEDx والذي يسعى لتطوير آلية عمل واستراتيجيات سلسلة المؤتمرات الشهيرة.
- صدور أمر ملكي بتاريخ 23/2/2019 تعيينها سفيرة المملكة العربية السعودية لدى الولايات المتحدة بمرتبة وزير.
- عضو اللجنة الأولمبية الدولية.

## تكريمها
- تم اختيارها من قبل منتدى الاقتصاد العالمي بمدينة دافوس السويسرية لتنضم إلى برنامج «القيادات العالمية الشابة» لإنجازاتها في المجالات التنموية وسجلها القيادي.
- تم تضمينها في قائمة «أكثر الأشخاص إبداعاً» من قبل مجلة «فاست كومباني» الأمريكية في عام 2014م.
- تم تضمينها في قائمة كبار المفكرين العالميين والتي أصدرتها مجلة «فورين بوليسي» الأمريكية المرموقة في عام 2014م.